# 블랙신드롬
블랙 신드롬(Black Syndrome)은 대한민국의 록 밴드이다.
1986년 보컬리스트 박영철이 결성한 록 밴드. 보컬을 제외한 초기 멤버들이 개인 사정으로 모두 탈퇴한 후, 박영철은 기타리스트 김재만과 의기투합, 진용을 재정비하고 1988년 데뷔 앨범 "Fatal Attraction"을 발표했다. 지금껏 총 12장의 정규 앨범과 라이브 앨범, 베스트 앨범 등을 발표했고, 국내는 물론 일본 등지에서도 앨범 출시와 공연을 하는 등, 꾸준히 활동해왔다. 박영철의 공백기로 90년대 중후반 침체를 겪었으나, 2000년 그가 복귀, 밴드 본연의 색을 되찾으며 현재에 이르렀다. 2018년 데뷔 30주년을 기념하는 정규 10집 앨범 "Episode"를 발표, 건재함을 과시했다. 시나위, 부활, 백두산, H2O, 블랙홀 등과 함께 한국 하드록/헤비메탈 음악의 제1세대를 이끈 밴드다. 

## 현 멤버
- 박영철(Youngchul "Bruce" PARK) -- 보컬(Vocal)
- 김재만(Jaeman KIM) -- 기타(Lead Guitar)
- 최영길(Younggil CHOE) -- 베이스(Bass Guitar)
- 모리우치 히데키(Hideki "Ninja" MORIUCHI) -- 드럼(Drums)

## 정규 음반 목록
- 1988 《Fatal Attraction》
- 1990 《Black Syndrome》
- 1991 《On the Blue Street》
- 1992 《Black Syndrome Live》(라이브)
- 1993 《사랑한다면》
- 1996 《Zarathustra》
- 1997 《Feel the Rock and Roll》
- 1999 《Acoustic Dreams》
- 2001 《The 9th Gate》
- 2003 《Official Bootleg》(라이브)
- 2004 《I Want the Best》(베스트 - 전 트랙 재녹음)
- 2018 《Episode》